# Ferrari 512 BBi
La Ferrari 512 BBi (pour Ferrari Berlinetta Bialbero iniezione) est une automobile du constructeur italien Ferrari. Elle remplace la Ferrari 512 BB à partir de 1981.

## Description
En raison de la nouvelle réglementation antipollution américaine de 1981, les quatre carburateurs Weber triple corps sont remplacés par un système d'injection Bosch K-Jetronic et la nouvelle voiture renommée 512 BBi.
L'injection adoucit le caractère du moteur à 12 cylindres à plat dont la puissance s'établit à 340 chevaux (contre 360 annoncés initialement  pour la BB) à un régime moteur de 6000 tr/min. Le couple maximal se situe à 46 kgm et est disponible à un régime plus bas (4200 tr/min). La vitesse maximale est de 283 km/h.
La 512 BBi adopte des pneus Michelin TRX de taille égale sur les deux essieux. Les feux antibrouillard avant sont désormais séparés de la grille de calandre. De nouvelles garnitures intérieures et une nouvelle instrumentation équipent l'habitacle.
1 007 exemplaires sont produits jusqu'en 1984 et le remplacement de la BBi par la Ferrari Testarossa.